# Balerna
Balerna est une commune suisse située dans le sud du canton du Tessin dans le Mendrisiotto.

## Monuments et curiosités
L'église collégiale Saint-Victor (San Vittore) est mentionnée dès 789. L'édifice actuel fut reconstruit au XIIe siècle et conserve de cette époque une abside romane, puis agrandi et transformé aux XVIe et XIXe siècles. La façade baroque date de 1744. Dans le chœur et la chapelle nord subsistent des restes de fresques Renaissance ainsi qu'un crucifix du XVIe siècle. Dans la chapelle sud on trouve une Vierge en terre cuite datant de 1676.
À côté de l'église se situe le baptistère transformé en 1820 à l'intérieur duquel on peut voir une fresque représentant une Vierge à l'Enfant du XVIe siècle ainsi qu'un triptyque Renaissance sculpté vers 1500.
Au nord de l'église se tient un ossuaire baroque de 1759 et un palais épiscopal construit en 1706. Au chevet de l'église ancienne se dresse une nonciature du XVIIIe siècle.

Photo aérienne (1946).
L'église Saint-Victor.